# Carl Skånberg
Carl Emmerik Skånberg, född 12 juni 1850 i Norrköping, död 24 januari 1883 i Stockholm, var en svensk konstnär. Han var en av de första svenska målarna med klara influenser från impressionismen.

## Biografi
Skånberg föddes utom äktenskapet som son till tjänsteflickan Emma Christina Hallbom, senare gift med bryggeriföretagaren J. G. Brusell. Redan som liten blev han puckelryggig; troligen orsakades detta av tuberkulos med thorakal osteomyelit, även kallad Potts syndrom. 15 år gammal begav han sig till Stockholm och där blev han lärling i en lackerarverkstad som skyltmålare. Han deltog från 1869 i undervisningen vid Slöjdskolan där han studerade ornamentsteckning, figurteckning och yrkesmålning. Han studerade vid Konstakademien 1871–1874 och blev kurskamrat med bland andra Ernst Josephson, Carl Fredrik Hill och Carl Larsson. Skånberg var populär bland sina vänner och deltog i det dåtida artist- och bohemlivet, som har skildrats av bland andra Strindbergs romaner och han stod modell för den av figurerna i Jac Ahrenbergs berättelse Ungdom utgiven 1891. Hans lyriska landskap från tiden visar en klar influens från Alfred Wahlberg, en av de första svenska plein-air-konstnärerna som kom att associera sig med Barbizonskolan.
År 1875 for han till Paris och där inspirerades han av Jean-Baptiste-Camille Corot och Charles-François Daubigny. Från Paris gjorde Skånberg resor mellan 1875 och 1879 mot norra Frankrike och Holland. Där målade han av hamn- och kustmiljöer, influerad av bland annat Johan Barthold Jongkind och Eugène Boudin. Runt denna tid möter han i vissa dukar en tidig impressionism. Av hälsoskäl flyttade han 1881 till Italien. Han besökte först Sicilien, där han bland andra verk skapade en serie akvareller med motiv från och kring Taormina.  Han besökte även Venedig och sedan Rom där han 1882 gifte sig med Ellen Hintze. På grund av svår astma återflyttade han till Sverige 1882 och dog ett halvår senare.
Skånberg är en av huvudgestalterna i det svenska friluftsmåleriets genombrott. Konstnärens fria ingivelse samt radikalism ställer honom vid sidan av de tidiga franska impressionisterna. Richard Bergh räknade honom till de som spelat en betydande roll för den modernare och radikalare riktningen inom svenskt landskapsmåleri. Georg Nordensvan skrev i Stockholms Dagblad, i samband med utställningen "Svenskt måleri 1800-1885" i Liljevalchs konsthall 1921: "Vägen går [i landskapet] från Fahlcrantz till Skånberg och Hill, från ateljékomposition till omedelbart naturstudium, från skymning till ljus och luft...". Skånberg var en känslig kolorist, som man såg klara prov på i hans mindre studier. När han fångar den föränderliga atmosfären och vattenleken, där visar han prov på sin storhet som konstnär.  

Viggo Loos beskriver Skånbergs utveckling enligt följande: 
| ”            | Friluftsmåleriets genombrott i svensk konst 1860–1885: I Paris börjar han 1875 sin kosmopolitiska tillvaro. Han anknyter, liksom så många av kamraterna bland landskapsmålarna, till Fontainebleauskolan och Corot men beundrar också de gamla mästarna, Rembrandt, Tizian, Velázquez. Vad han lärt visar han i den stora, brusande 'Interiör från Fontainebleauskogen' (målad året efter ankomsten). Skånberg tillade också något av sitt eget, en dristighet och bredd i skildringen av lövmassorna och det gyllene ljuset, som var något nytt i hans utveckling. Tavlan har betecknats som ett av naturalismens tidigaste manifest i vår konst. Landskapen av Barbizontyp fortsätta under hans olika uppehåll i Frankrike. 'Blommande fruktträd, Barbizon' från 1878 är gjord i Daubignys och friluftsmåleriets anda. Här finnas fruktträdens skära blom, trädkronorna och skogsbrynet i ljusare och mörkare valörer, det sommarklädda paret, som sträckt ut sig i gräset under en grå himmel. | „ |
| – Viggo Loos | |   |

Skånberg är representerad vid bland annat Nordiska museet, Nationalmuseum i Stockholm, Göteborgs konstmuseum, Länsmuseet Gävleborg, Norrköpings konstmuseum, Regionmuseet Kristianstad.

## Galleri

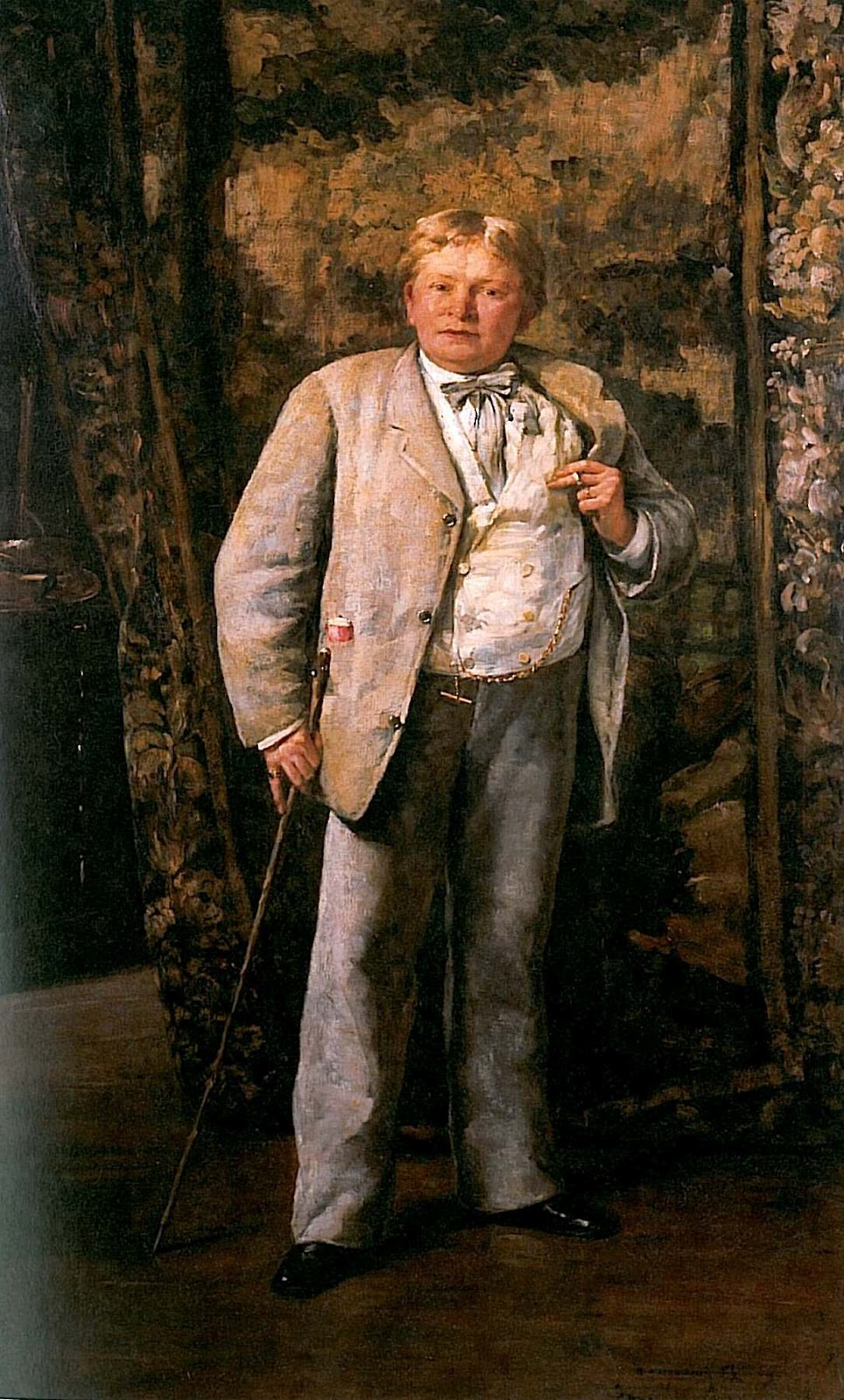
Carl Skånberg (porträtterad av sin vän Ernst Josephson 1880. Målningen kan beskådas på Göteborgs konstmuseum)
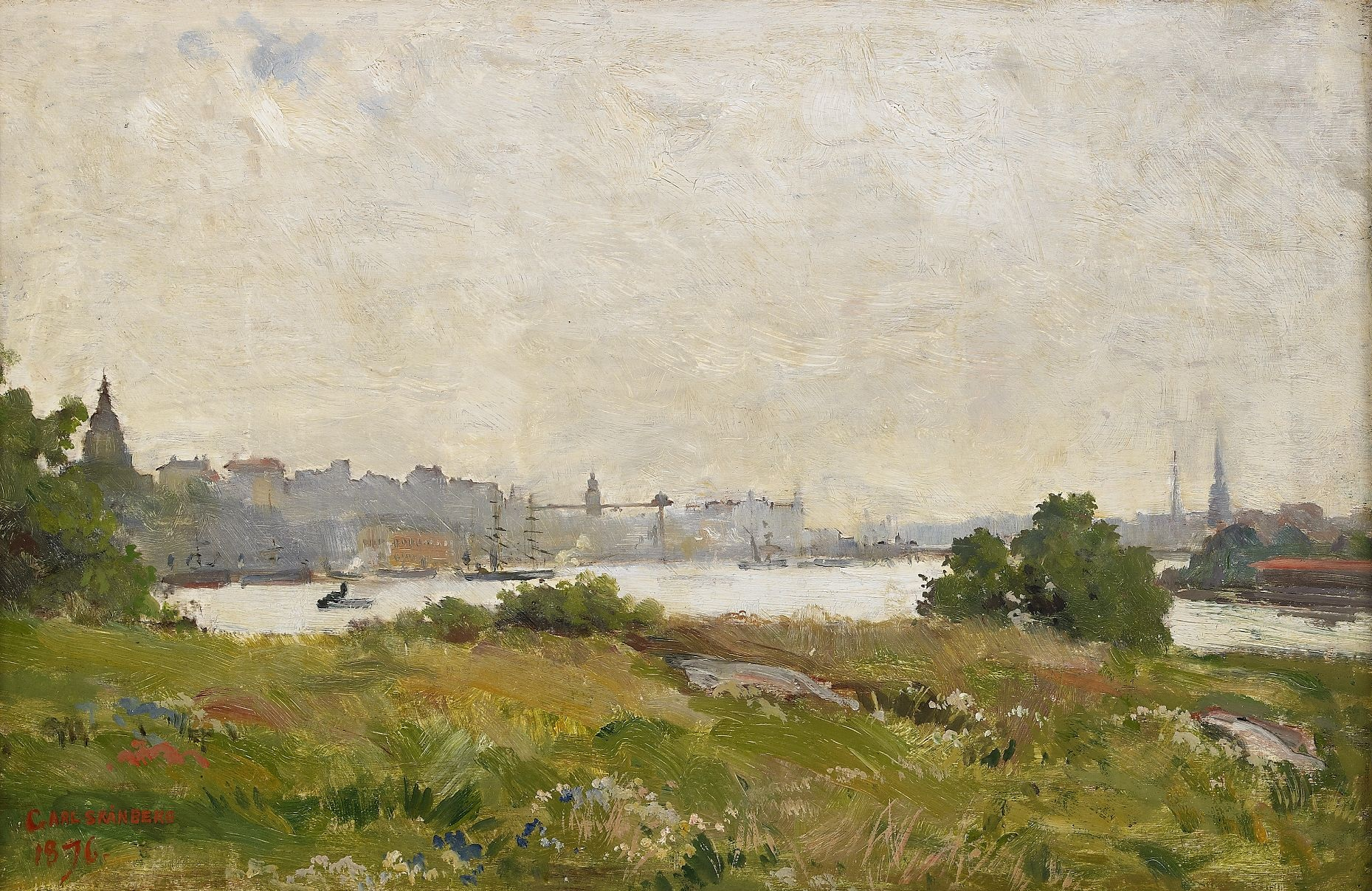
Vy över Stockholm (1876)
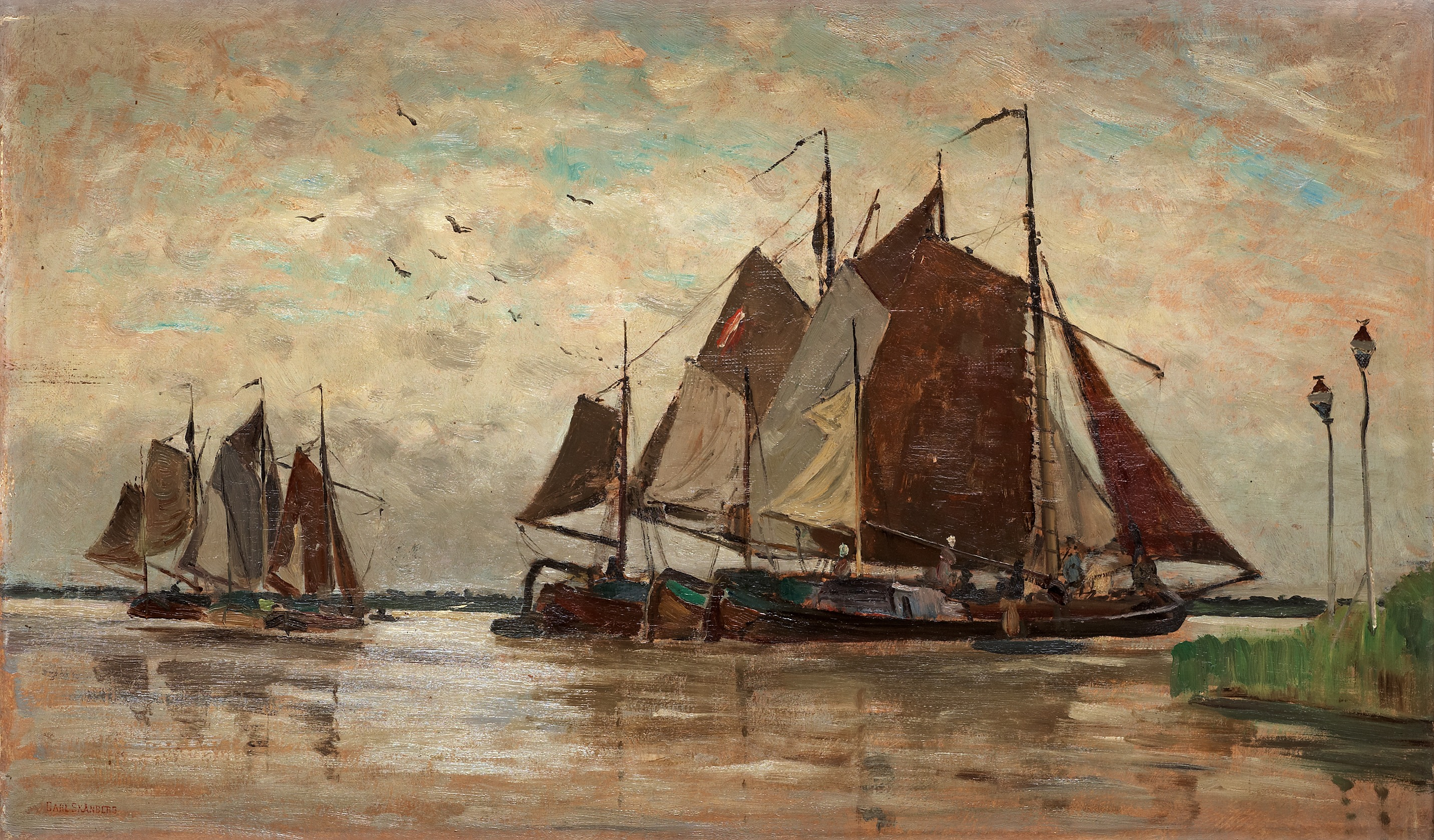
Holländskt strandmotiv (c:a 1877)
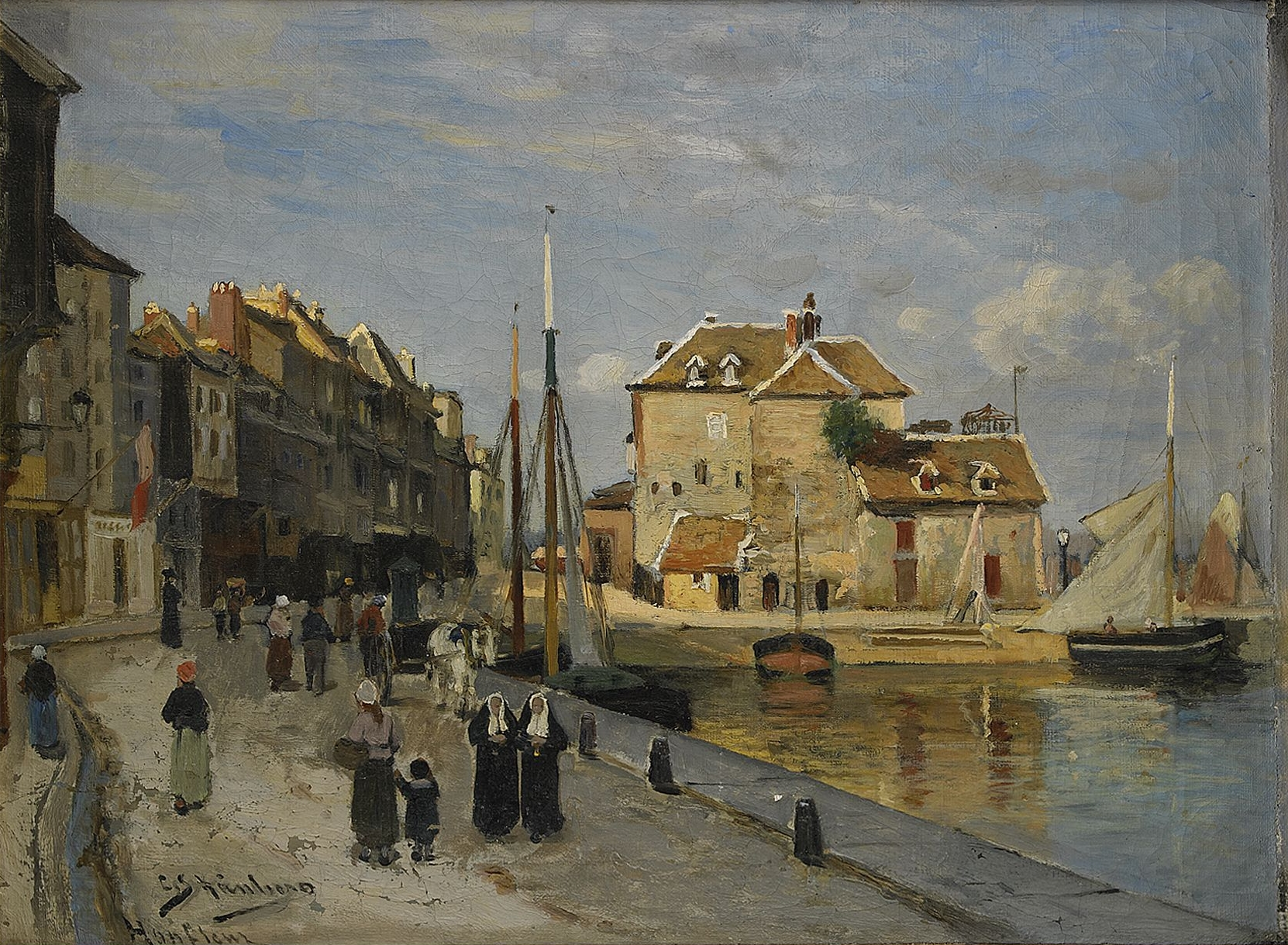
Hamnen i Honfleur (1870-tal)
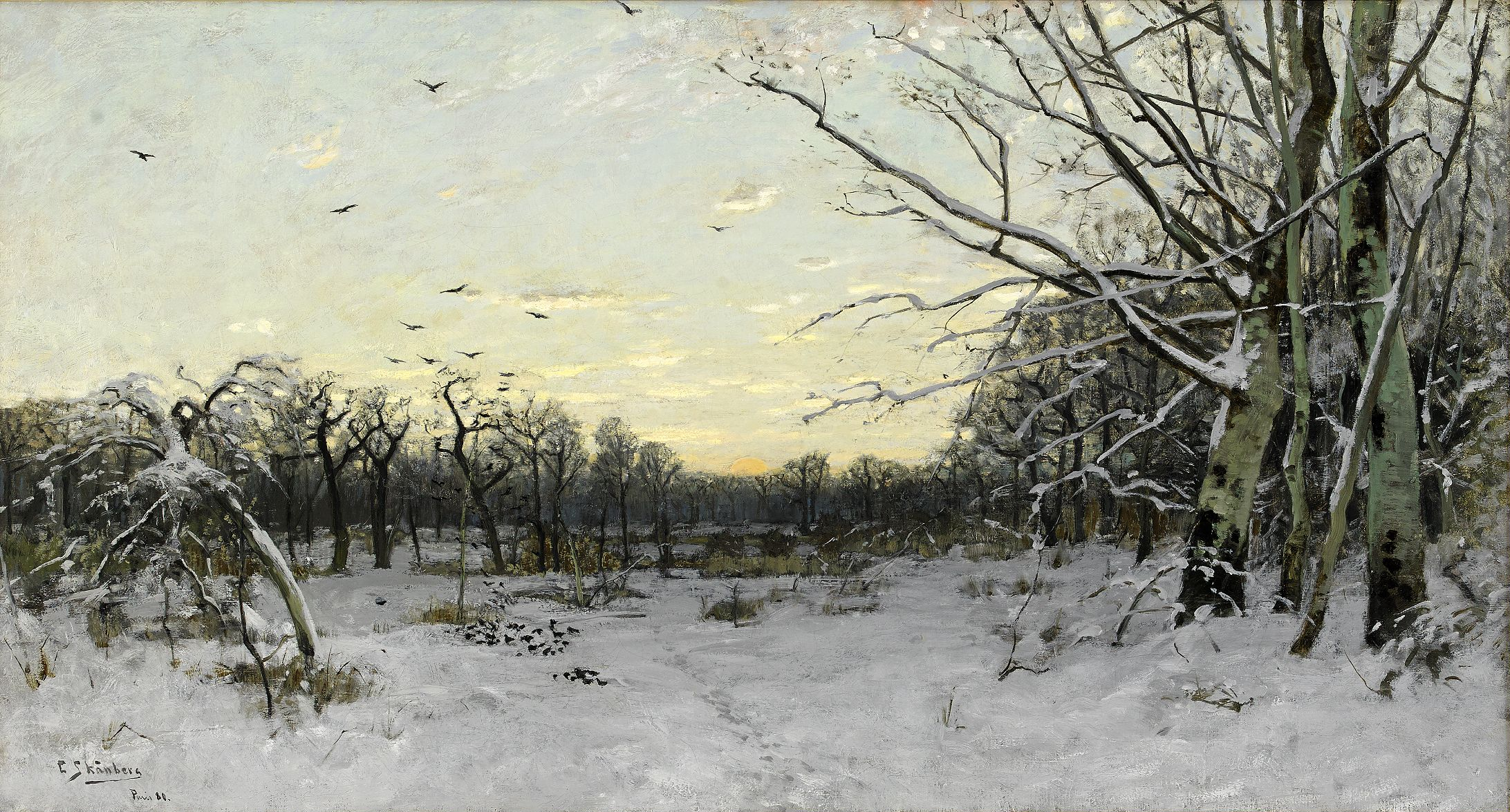
Vinterlandskap i skymning (1880)
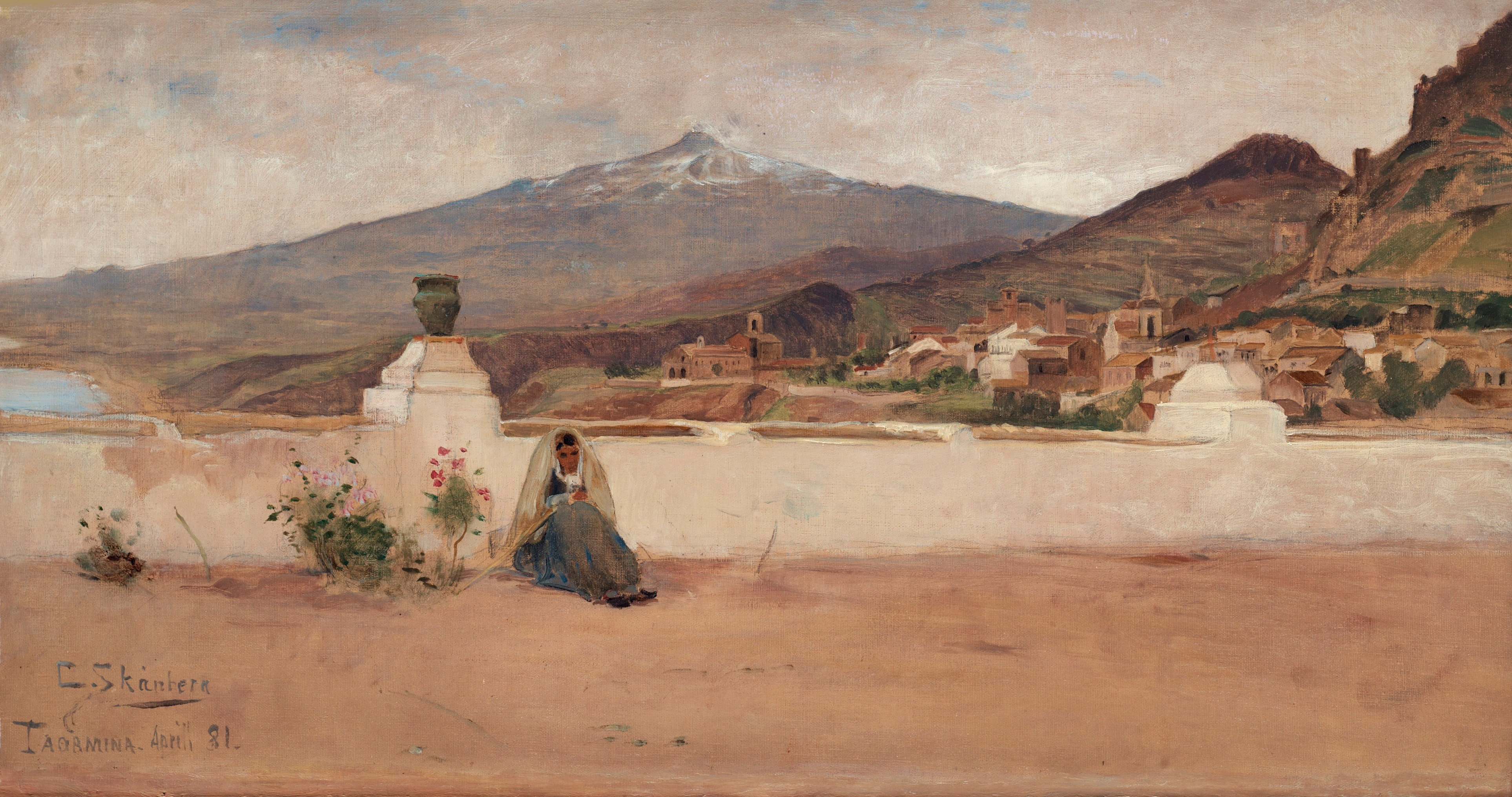
Utsikt vid Taormina med Etna (1881)
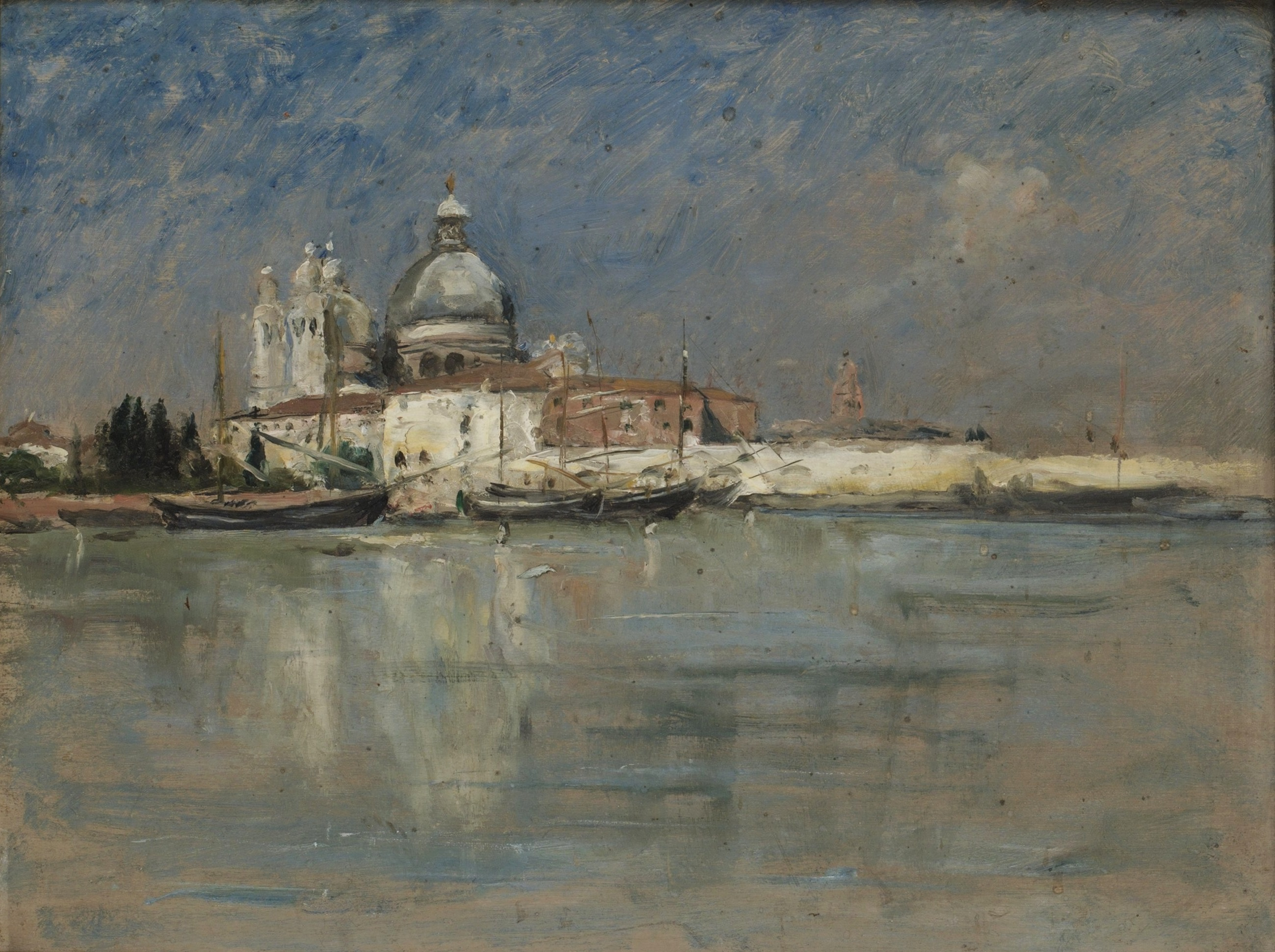
Från Venedig (c:a 1881-82)
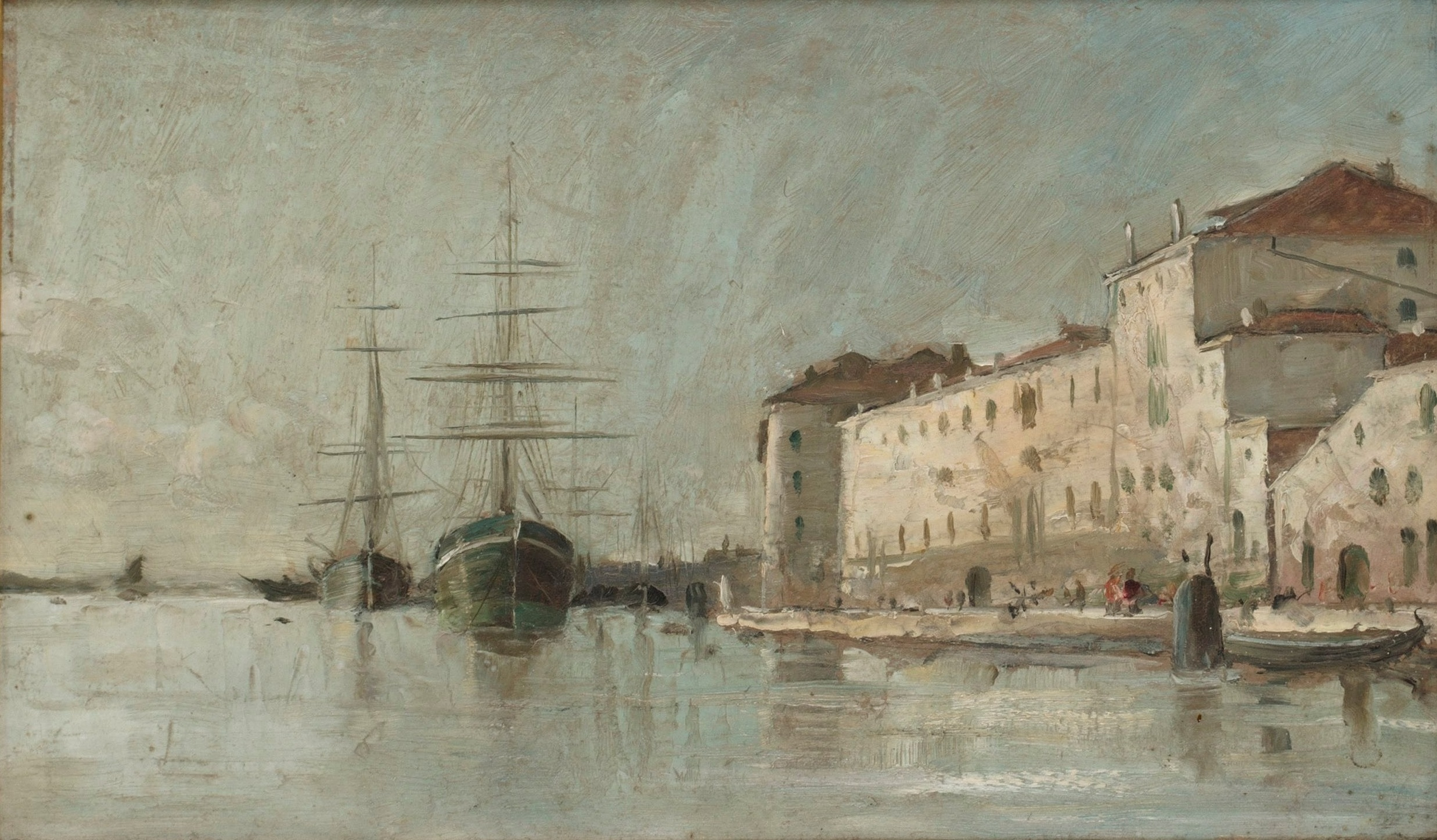
Hamnbild från Venedig (c:a 1881-82)
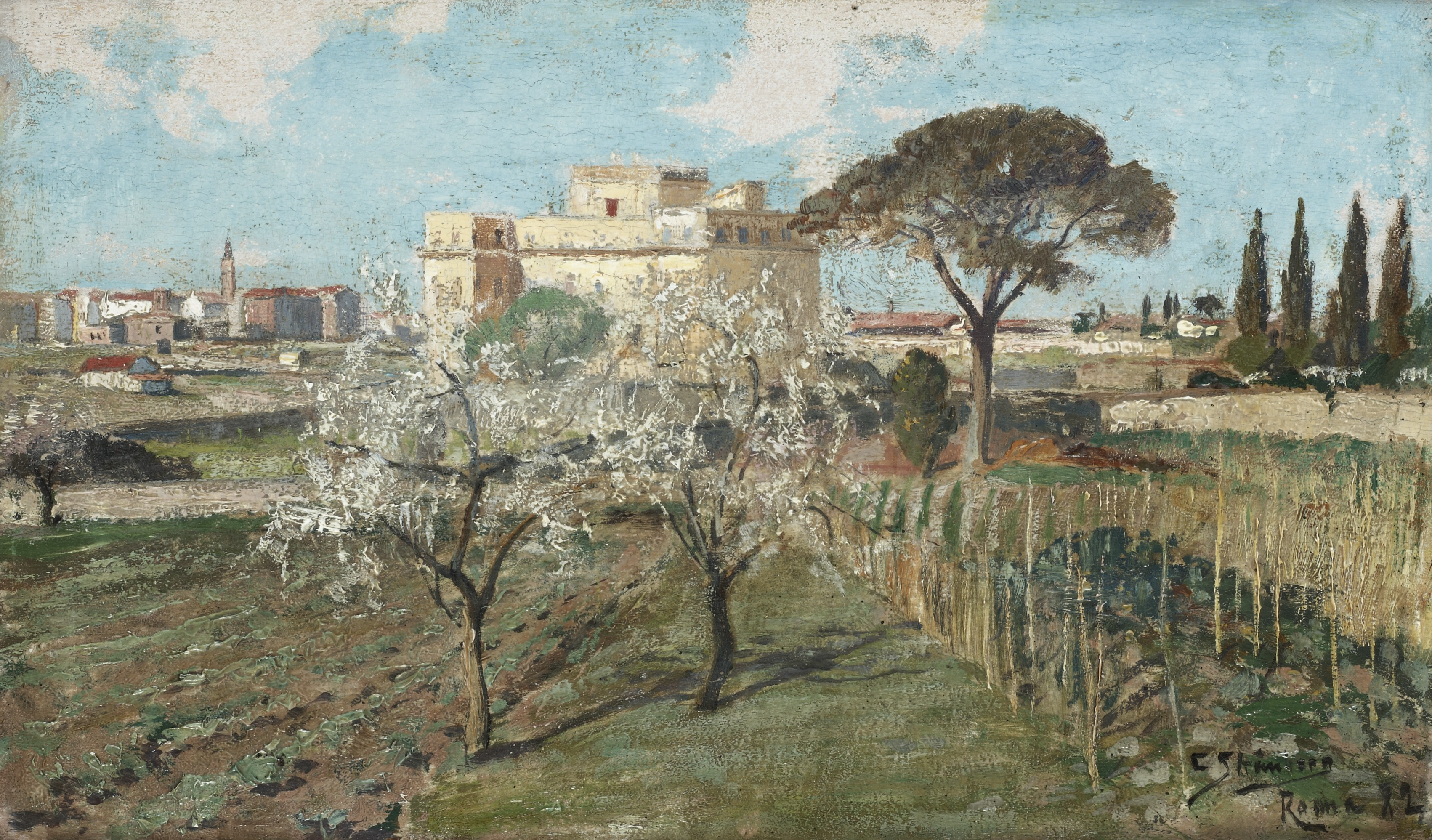
Trädgårdslandskap från Rom (1882)
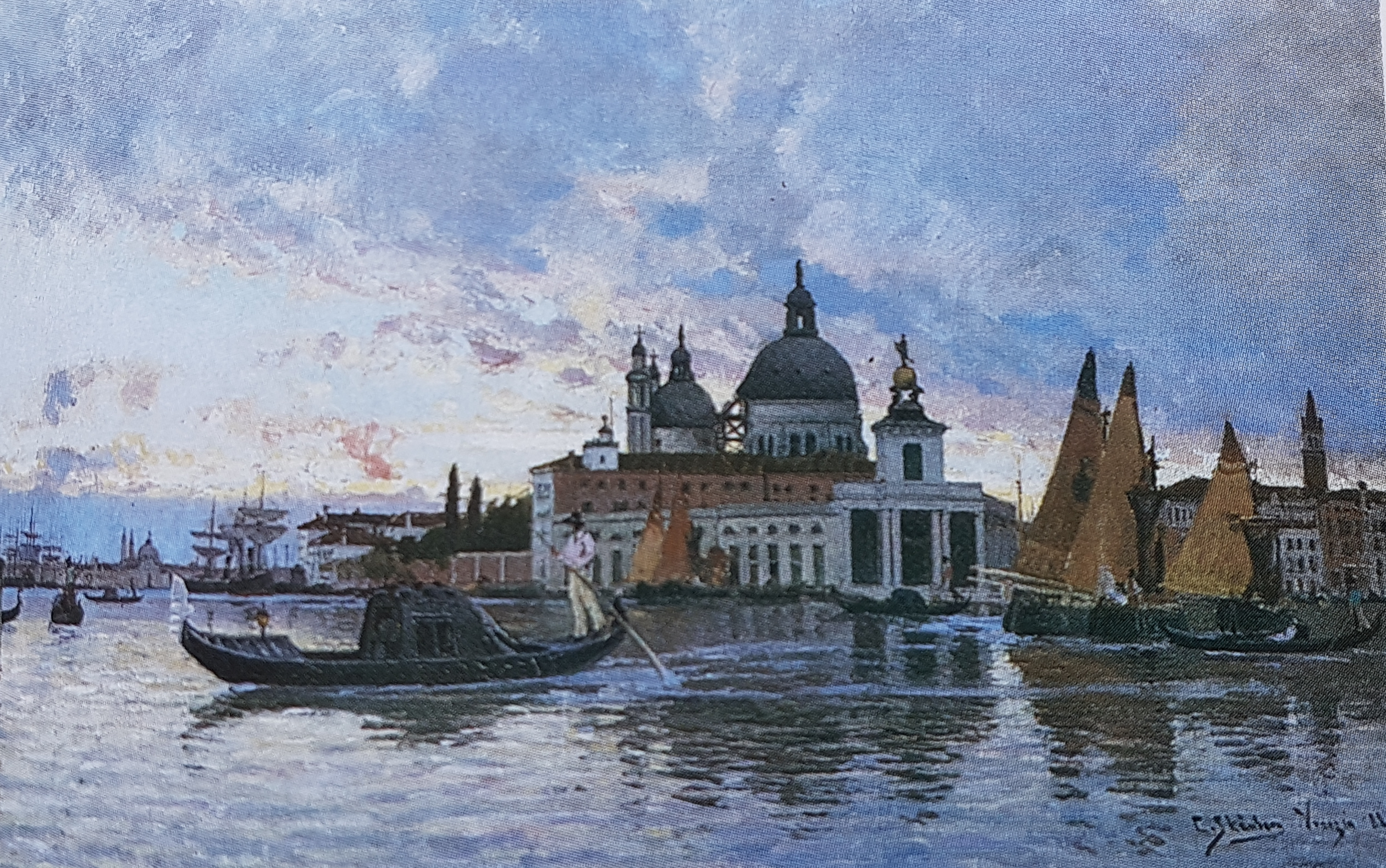
Gondoler och fartyg på kanalen, Venedig (1882)
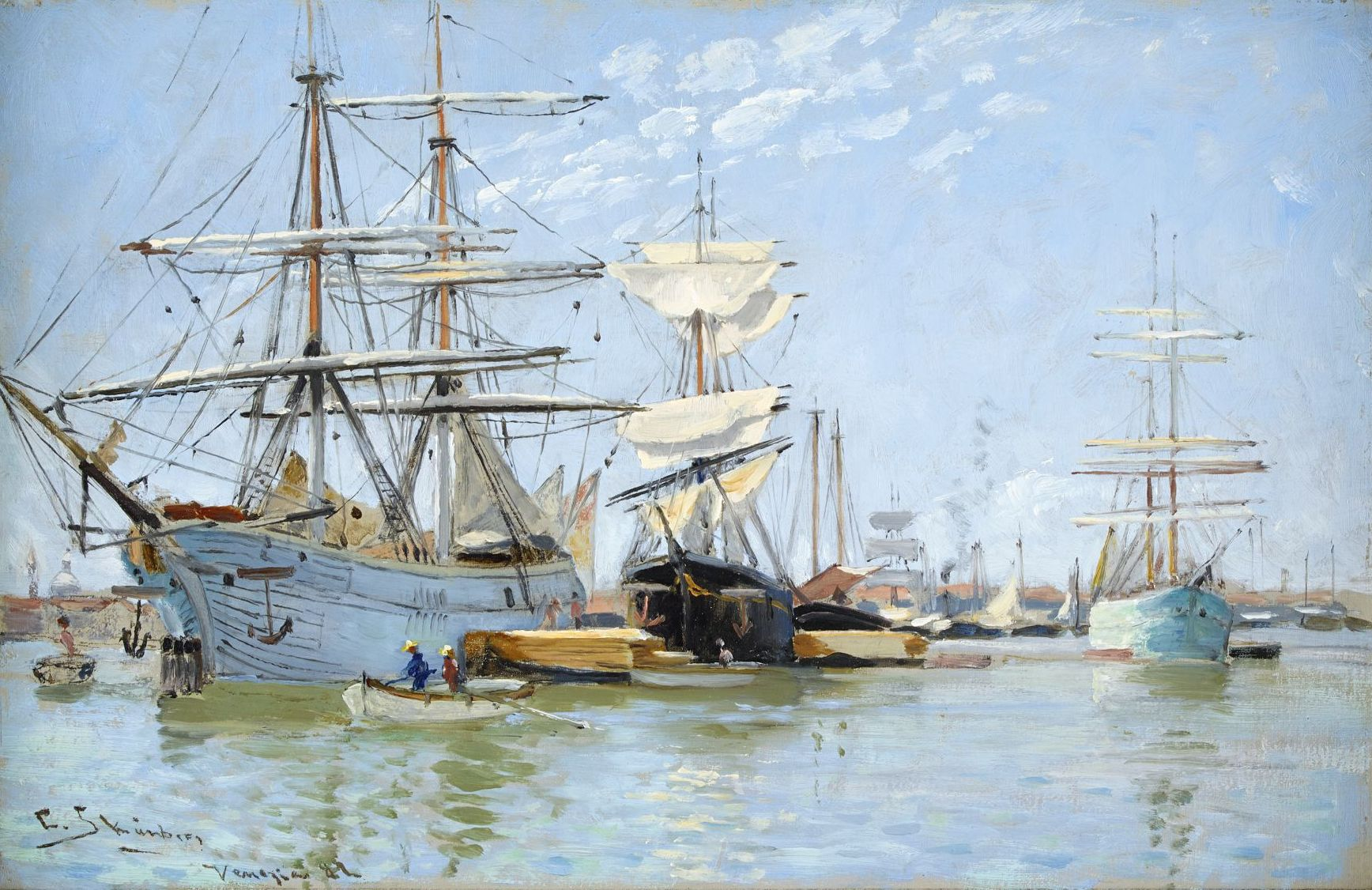
Hamnbild från Venedig (1882)
Canal grande, Venedig (1882)